# Turistická mapa

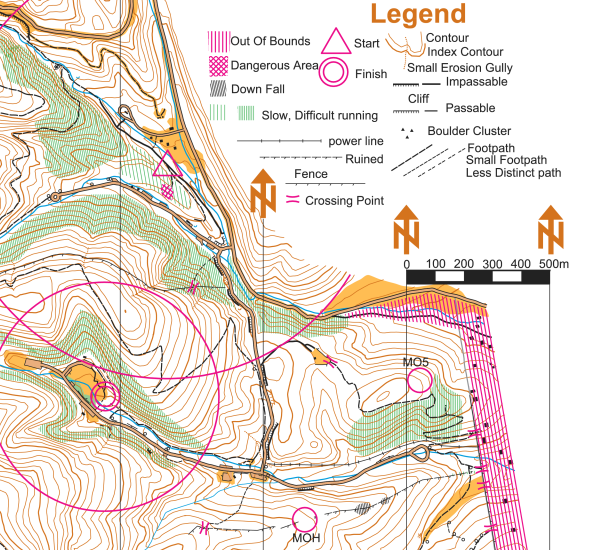
Ilustrativní obrázek turistické mapy

Turistická mapa je druh kartografické mapy povrchu, která má velice velké měřítko umožňující zakreslit velké množství detailů vyskytující se v krajině. Vzhledem ke své podrobnosti je vhodná pro pěší turisty, z čehož je odvozen i její název. Měřítko turistických map většinou dosahuje 1:50 000 (tedy 1 cm na mapě odpovídá 0,5 km), naproti tomu například cyklomapy mají měřítko obvykle menší (např. 1:100 000) a zobrazují tak větší území s menší podrobností.
Turistické mapy jsou zpravidla nakresleny i s vrstevnicemi, což umožňuje určovat nadmořskou výšku a převýšení, které je potřeba překonat. Dále jsou v mapách vyznačeny turistické trasy a turisticky významná místa jako jsou přírodní a kulturní památky, vrcholy a rozhledny, studánky, přístřešky, tábořiště a kempy, stravovací a ubytovací zařízení. K vyznačení jsou používány mapové značky, které jsou popsány v legendě. Někdy bývají na zadní straně nebo v příloze mapy další turisticky užitečné informace.